# آقاخان پنجم
رحیم آقاخان (زادهٔ ۱۲ اکتبر ۱۹۷۱) یا آقاخان پنجم، پنجاهمین امام اسماعیلیان نزاری و جانشین و دومین فرزند آقاخان چهارم است.
او ساکن ژنو است و در ادارهٔ شبکهٔ توسعهٔ آقاخان مشارکت دارد. در فوریه ۲۰۲۵ شبکهٔ توسعهٔ آقاخان با انتشار اطلاعیه‌ای در شبکه‌های اجتماعی اعلام کرد که پرنس رحیم حسینی آقاخان پنجم بر پایه وصیت پدرش در ۵ فوریه ۲۰۲۵ به عنوان پنجاهمین امام، رهبری پیروان آیین اسماعیلیه را برعهده گرفته است. کریم آقاخان رهبر روحانی اسماعیلیه، ۴ فوریه ۲۰۲۵ در لیسبون، پایتخت پرتغال در سن ۸۸ سالگی درگذشت.

## آغاز زندگی و تحصیل
شاهزاده رحیم آقاخان در ۱۲ اکتبر ۱۹۷۱ در ژنو زاده شد. او پسر ارشد شاهزاده کریم آقاخان و همسر نخست او شاهزاده سلیمه آقاخان است.
شاهزاده رحیم تحصیلات متوسطه خود را در آکادمی فیلیپس در ماساچوست در سال ۱۹۹۰ به پایان رساند و در سال ۱۹۹۵ از دانشگاه براون با مدرک کارشناسی ادبیات تطبیقی دانش‌آموخته شد. او در سال ۲۰۰۶ یک برنامهٔ توسعهٔ اجرایی در مدیریت و مدیریت را در دانشکده بازرگانی دانشگاه ناوارا در بارسلون اسپانیا به پایان رساند. وی در سال ۲۰۱۰ مجموعه کارگاه آقاخان براون را در مؤسسهٔ واتسون تأسیس کرد.

## حرفه
شاهزاده رحیم به‌طور فعال در ادارهٔ شبکهٔ توسعهٔ آقاخان شرکت داشته است. او در این شبکه، ریاست کمیتهٔ محیط‌زیست و آب‌وهوا و ریاست مشترک کمیته‌های بررسی بودجه آنرا بر عهده دارد.
شاهزاده رحیم در هیئت مدیره یا کمیتهٔ اجرایی چندین آژانس و ساختارهای وابسته به صندوق توسعهٔ اقتصادی آقاخان، بنیاد دانشگاه آقاخان، بنیاد آقاخان، بنیاد شبکه توسعهٔ آقاخان عضو بوده است. همچنین در آژانس تأمین مالی خرد آقاخان و اعتماد فرهنگ آقاخان نیز فعال بوده است.
شاهزاده رحیم به‌طور منظم برای نظارت بر برنامه‌ها و پروژه‌های دیگر شبکهٔ توسعهٔ آقاخان سفر می‌‌کرد. شاهزاده رحیم پس از رسیدن به مسند امامت، رهبر و مالک شبکه توسعه آقاخان شد.

## زندگی شخصی
شاهزاده رحیم در ۳۱ اوت ۲۰۱۳ در ژنو سوئیس با کندرا آیرن اسپیرز ازدواج کرد که بعد از ازدواج به اسلام گروید و نام سلوا را برگزید. آنها دو فرزند دارند: شاهزاده عرفان (زاده ۱۱ آوریل ۲۰۱۵) و شاهزاده سنان (زاده ۲ ژانویه ۲۰۱۷) بودند. این زوج در فوریهٔ ۲۰۲۲ طلاق گرفتند.